# Maciej Jasiecki
Maciej Jasiecki (ur. 1929 w Żelaźnie, zm. 1997 w Szczecinie) – polski artysta fotograf, uhonorowany tytułem Artiste FIAP (AFIAP). Członek Szczecińskiego Towarzystwa Fotograficznego.

## Życiorys
Maciej Jasiecki  urodził się w majątku Żelazno w Wielkopolsce, po wojnie przeprowadził się do Szczecina. Swoje pierwsze fotografie wykonał w wieku kilkunastu lat, w okupowanej Warszawie. Pracował jako fotoreporter w „Jantarze” – Tygodniku Młodych Wybrzeża. Współpracował z czasopismami: „Morze”, „Morze i ziemia”, „7Głos Tygodnia”, „Przekrój”, „Bryza”. Fotografował (m.in.) wydarzenia grudniowe w 1970 roku i negocjacje w Stoczni Szczecińskiej, w styczniu 1971 roku. Wiele fotografii Macieja Jasieckiego ukazało się w albumie autorstwa Małgorzaty Machałek i Pawła Miedzińskiego – „Zbuntowane miasto. Szczeciński Grudzień '70 i Styczeń '71” – wydanym w 2007 roku. Był rzecznikiem prasowym Polskiej Żeglugi Morskiej w Szczecinie. Jego fotografie znajdują się w zbiorach Europejskiego Centrum Solidarności. Szczecińskie zdjęcia Macieja Jasieckiego wykorzystano w ponad 300 pocztówkach tego miasta.
Był autorem i współautorem wielu wystaw fotograficznych; indywidualnych i zbiorowych, krajowych i międzynarodowych, (m.in.) wystaw Międzynarodowych Salonów Fotograficznych organizowanych pod patronatem Międzynarodowej Federacji Sztuki Fotograficznej FIAP. Był laureatem wielu wystaw pokonkursowych, zdobywając wiele nagród, medali, wyróżnień, dyplomów i listów gratulacyjnych. Między innymi w latach 1963–1977 wystawił swoje fotografie na 109 wystawach zagranicznych i 9 wystawach w Polsce, na których otrzymał 32 nagrody, (m.in.) Grand Prix w Międzynarodowych Salonach Fotograficznych w Hongkongu i Turynie. Prezentował swoje fotografie (m.in.) w: NRD, RFN, Luksemburgu, Francji, Wielkiej Brytanii, Hiszpanii, Portugalii, Czechosłowacji, Jugosławii, Kanadzie, USA, Meksyku, Argentynie, Indiach, Tajlandii, Mozambiku. Był kolekcjonerem starych aparatów fotograficznych, przekazanych (po śmierci Jasieckiego) Muzeum Techniki w Szczecinie.
W 1968 roku Maciej Jasiecki został uhonorowany tytułem Artiste FIAP (AFIAP), nadanym przez Międzynarodową Federację Sztuki Fotograficznej FIAP.